# Eveline Lüönd
Eveline Lüönd (* 14. Januar 1979) ist eine Schweizer Politikerin (Grüne).

## Leben
Eveline Lüönd machte eine Ausbildung zur eidgenössisch diplomierten Fachlehrperson der Volksschule und zur eidgenössisch diplomierten Fachperson Migration und Integration sowie eine Weiterbildung zur Fachperson Gesundheitsförderung im Alter. Sie arbeitete von 2001 bis 2008 als Fachlehrperson an den Volksschulen Sachseln und Altdorf und von 2009 bis 2016 als pädagogische Mitarbeiterin und Leiterin der Anlaufstelle Integration bei der Bildungs- und Kulturdirektion des Kantons Uri. Seit 2017 arbeitet sie als Programmleiterin Gesundheit im Alter der Fachstelle Gesundheitsförderung Uri sowie als teilselbstständige Beraterin und Prozessbegleiterin. Sie lebt in Schattdorf.

## Politik
Eveline Lüönd ist seit 2018 Mitglied und seit 2020 Co-Präsidentin der kantonalen Kommission für Gleichstellung von Mann und Frau in Uri.
Bei den Wahlen im März 2020 wurde Eveline Lüönd in den Landrat des Kantons Uri gewählt. Sie ist seit 2020 Mitglied der Volkswirtschaftskommission.
Seit Januar 2020 ist Eveline Lüönd Präsidentin der Grünen Uri.